# Sofía Cairo
Pour les articles homonymes, voir Cairo.
Sofía Cairo née le 8 octobre 2002 à Buenos Aires, est une joueuse de hockey sur gazon argentine. Elle évolue au poste de milieu de terrain au Mariano Moreno et avec l'équipe nationale argentine.